# Odprto prvenstvo Anglije 1997
Odprto prvenstvo Anglije 1997 je teniški turnir za Grand Slam, ki je med 23. junijem in 6. julijem 1997 potekal v Londonu.

## Moški posamično
Pete Sampras :  Cedric Pioline 6-4 6-2 6-4

## Ženske posamično
Martina Hingis :  Jana Novotná 2-6 6-3 6-3

## Moške dvojice
Todd Woodbridge /  Mark Woodforde :  Jacco Eltingh /  Paul Haarhuis 7-6(7-4) 7-6(9-7) 5-7 6-3

## Ženske  dvojice
Gigi Fernández /  Natalija Zverjeva :  Nicole Arendt /  Manon Bollegraf 7-6(7-4) 6-4

## Mešane dvojice
Cyril Suk /  Helena Suková :   Andrej Olhovski /  Larisa Neiland 4-6 6-3 6-4 